# Kanton Villé
Villé is een voormalig kanton van het Franse departement Bas-Rhin. Het kanton maakt deel uit van het arrondissement Sélestat-Erstein.
Op 1 januari 2015 werd het kanton opgeheven en de gemeentes werden opgenomen in het nieuwe kanton Mutzig. De gemeentes bleven echter onder het arrondissement Sélestat-Erstein vallen, terwijl de rest van de gemeentes van het kanton Mutzig onder het aangrenzende arrondissement Molsheim blijven vallen.

## Gemeenten
Het kanton Villé omvatte de volgende gemeenten:
- Albé
- Bassemberg
- Breitenau
- Breitenbach
- Dieffenbach-au-Val
- Fouchy
- Lalaye
- Maisonsgoutte
- Neubois
- Neuve-Église
- Saint-Martin
- Saint-Maurice
- Saint-Pierre-Bois
- Steige
- Thanvillé
- Triembach-au-Val
- Urbeis
- Villé (hoofdplaats)